# Emaillierwerk (Fulda)
Das Emaillierwerk ist ein 2011 eröffnetes Einkaufszentrum in Fulda. Der Name verweist auf die ursprüngliche Nutzung des Geländes durch das früher dort ansässige Unternehmen Fuldaer Stanz- und Emaillierwerke F. C. Bellinger (später Emaillierwerk AG). Die gesamte in das Einkaufszentrum integrierte Frontfassade der ehemaligen Fabrikanlage steht unter Denkmalschutz.
Im Oktober 2012 wurde dem Gebäudekomplex das Deutsche Gütesiegel Nachhaltiges Bauen in Gold der Deutschen Gesellschaft für Nachhaltiges Bauen verliehen.